# Express AM4R
O Express AM4R foi um satélite de comunicação geoestacionário russo da série Express, construído pela EADS Astrium  (atual Airbus Defence and Space), o satélite seria colocado na posição orbital de 80 graus de longitude leste e era para ser administrado pela empresa estatal Russian Satellite Communications Company, com sede em Moscou. O satélite foi baseado na plataforma Eurostar-3000 e sua vida útil estimada era de 15 anos.
O Express AM4R foi projetado para substituir a tarefa de prestar os serviços que eram pra ter sido ocupados pelo satélite Express AM4, que teve uma operação de lançamento fracassada, pois, o mesmo foi colocado em uma órbita errada e dois anos depois o satélite caiu de volta na Terra.
Porém, o mais potente satélite de comunicação russo, o Express-AM4R, não conseguiu atingir a órbita planejada devido a um acidente que ocorreu com o veículo de lançamento Proton-M, que foi lançado no dia 16 de maio de 2014, às 1h42 (horário local), durante a noite da quinta para sexta-feira, a partir do Cosmódromo de Baikonur.

## Lançamento
O satélite foi lançado ao espaço no dia 15 de maio de 2014, às 9:42 UTC, por meio de um veículo Proton-M/Briz-M a partir do Cosmódromo de Baikonur, no Cazaquistão. O satélite foi perdido após uma falha do estágio superior Briz-M. Ele tinha uma massa de lançamento de 5.775 kg.

## Capacidade e cobertura
O Express AM4R era equipado com 30 transponders em banda C, 28 em banda Ku, 2 em banda Ka e 3 em banda L para fornecer cobertura de alto desempenho sobre o território da Rússia e dos países da CEI. O satélite seria o substituto do Express AM4.

## Falha
O foguete Proton-M foi lançado na hora planejada, isto é, às 1h42, hora de Moscou. O satélite Express AM4R foi fabricado pela companhia europeia EADS Astrium a pedido da companhia russa Kosmicheskaya Svyaz no âmbito do Programa Espacial Federal da Rússia para o período de 2006 a 2015.
De acordo com a informação veiculada pela agência espacial russa Roscosmos, o acidente ocorreu durante a tarefa do terceiro estágio do foguete, quando o mesmo se encontrava nas camadas superiores da atmosfera terrestre.
O acidente aconteceu após 539 segundos de voo. Portanto, faltavam apenas cerca de 40 segundos para que o terceiro estágio do foguete se desacoplasse, como tinha sido programado, para o estágio de empuxo Briz-M. O local da queda dos fragmentos do foguete e do satélite ainda não foi revelado.
De acordo com a notícia fornecida pela agência RIA Novosti, o foguete Proton-M caiu fora dos limites do Cazaquistão. Até agora não há informações sobre vítimas ou destruições. Segundo informações desta fonte, o foguete pode ter caído no território de Altai ou no Oceano Pacífico.
Uma comissão especial será criada nos próximos dias a fim de esclarecer as causas do acidente. A mesma fonte da agência informou que por enquanto todos os lançamentos de veículos lançador Proton-M a partir do Cosmódromo de Baikonur foram suspensos. O próximo lançamento do veículo só deve ocorrer no dia 15 de julho de 2014.